# Pamiers
Pamiers (okcitansko Pàmias) je naselje in občina v južni francoski regiji Jug-Pireneji, podprefektura departmaja Ariège in sedež škofije. Leta 2006 je naselje imelo 14.830 prebivalcev.

## Geografija
Kraj leži v pokrajini Languedoc ob reki Ariège, 20 km severno od središča departmaja Foix.

## Uprava
Pamiers je sedež dveh kantonov:
- Kanton Pamiers-Vzhod (del občine Pamiers, občine Arvigna, Bonnac, Le Carlaret, Les Issards, Ludiès, Les Pujols, Saint-Amadou, La Tour-du-Crieu, Villeneuve-du-Paréage),
- Kanton Pamiers-Vzhod (del občine Pamiers, občine Benagues, Bézac, Escosse, Lescousse, Madière, Saint-Amans, Saint-Jean-du-Falga, Saint-Martin-d'Oydes, Saint-Michel, Saint-Victor-Rouzaud, Unzent).

Naselje je prav tako sedež okrožja, v katerega so poleg njegovih dveh vključeni še kantoni Fossat, Mas-d'Azil, Mirepoix, Saverdun in Varilhes z 61.058 prebivalci.

## Zgodovina
Zgodovina Pamiersa sega nazaj v 5. stoletje. Njegovo ime izhaja iz nekdanje površinske mere "pams" (latinska pannium), tedanje ozemlje je bilo namreč porazdeljeno na šest sektorjev z osnovo pams. Prvotno se je kraj imenoval Ville de Pams.

## Zanimivosti
- Leta 1275 je Pamiers postal sedež škofije; v kraju se nahaja katedrala sv. Antonina; začasno ukinjena s Konkordatom 1801, ponovno ustanovljena v letu 1822.
- cerkev Notre-Dame du Camp, prvotna iz 12. stoletja, sedanja iz 17. stoletja; v njej se nahajajo orgle iz leta 1860.
- Karmel sester reda sv. Terezije Avilske, ustanovljen 1648,
- romanska kapela - opatija Cailloup, iz 12. stoletja,
- stolp Tour des Cordeliers iz leta 1512.

## Pobratena mesta
- Crailsheim (Baden-Württemberg, Nemčija),
- Terrassa (Katalonija, Španija).